# Ciro Fanelli
Ciro Fanelli (ur. 2 października 1964 w Lucerze) – włoski duchowny katolicki, biskup Melfi-Rapolli-Venosy od 2017.

## Życiorys
Święcenia kapłańskie otrzymał 15 września 1990 i został inkardynowany do diecezji Lucera-Troia. Był m.in. sekretarzem biskupim, ojcem duchownym w diecezjalnym seminarium oraz wikariuszem generalnym diecezji.
4 sierpnia 2017 papież Franciszek mianował go ordynariuszem diecezji Melfi-Rapolli-Venosy. Sakry udzielił mu 18 października 2017 biskup Giuseppe Giuliano.